# 白眉歌鶇
白眉歌鶇（學名：Turdus iliacus）是原住於歐洲及亞洲的一種鶇，比相關的歐歌鶇較為細小。

## 科學分類
白眉歌鶇最先是由卡爾·林奈於1758年描述及命名。它們的翼底呈紅色，但並非北美洲紅翅黑鸝的近親。種小名亦是以「兩側紅色」的拉丁文來取的。
白眉歌鶇有兩個亞種：
- T. i. iliacus：指名亞種，分佈在歐亞大陸。
- T. i. coburni：在冰島及法羅群島繁殖，並於蘇格蘭西部及愛爾蘭南部至西班牙北部過冬。它們全身較為深色，體型稍大。

## 特徵
白眉歌鶇長20–24厘米，翼展33-34.5厘米，重50-75克。雄鳥與雌鳥相似，背部呈褐色，上身呈白色有褐色斑點。它們最特別的是兩側及翼底呈紅色，眼睛上有奶白色斑紋，故以「白眉」為名。

## 分佈及棲息

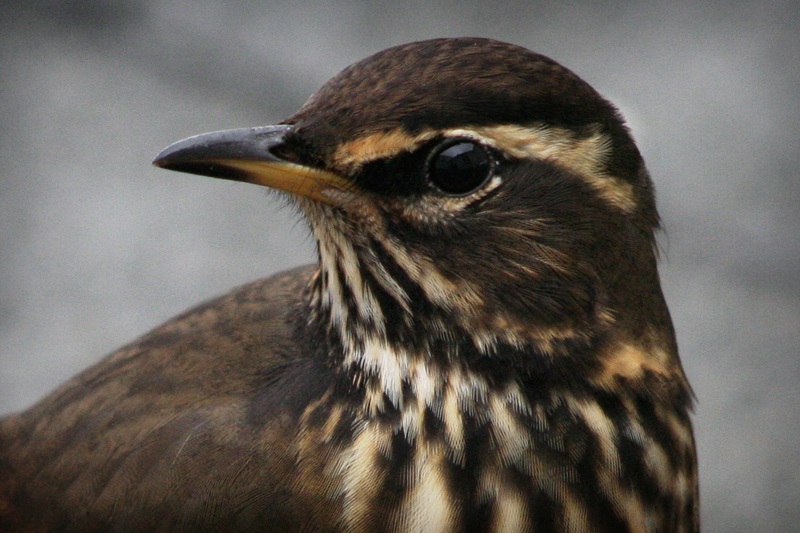
T. i. coburni的頭部。

白眉歌鶇在歐洲及亞洲北部繁殖，由冰島南部至蘇格蘭北端，東經斯堪地那維亞、波羅的海國家、波蘭及白俄羅斯北部，並經俄羅斯至約東經165°的楚科奇自治區。近年它們的分佈地有所擴張，在東歐向南擴展至烏克蘭北部，而在格陵蘭南部則分佈至卡科爾托克。
在海拔較高的地區，白眉歌鶇一般會被環頸鶇所取代。
白眉歌鶇是候鳥，會飛到西歐、中歐、南歐、非洲西北部、亞洲西南部至伊朗北部。在挪威西南部等西方地區的白眉歌鶇有可能是留鳥，但在東部的則會遷徙6500-7000公里以外的地區過冬。
曾有白眉歌鶇流浪到北美洲東北岸的紀錄。

## 生態

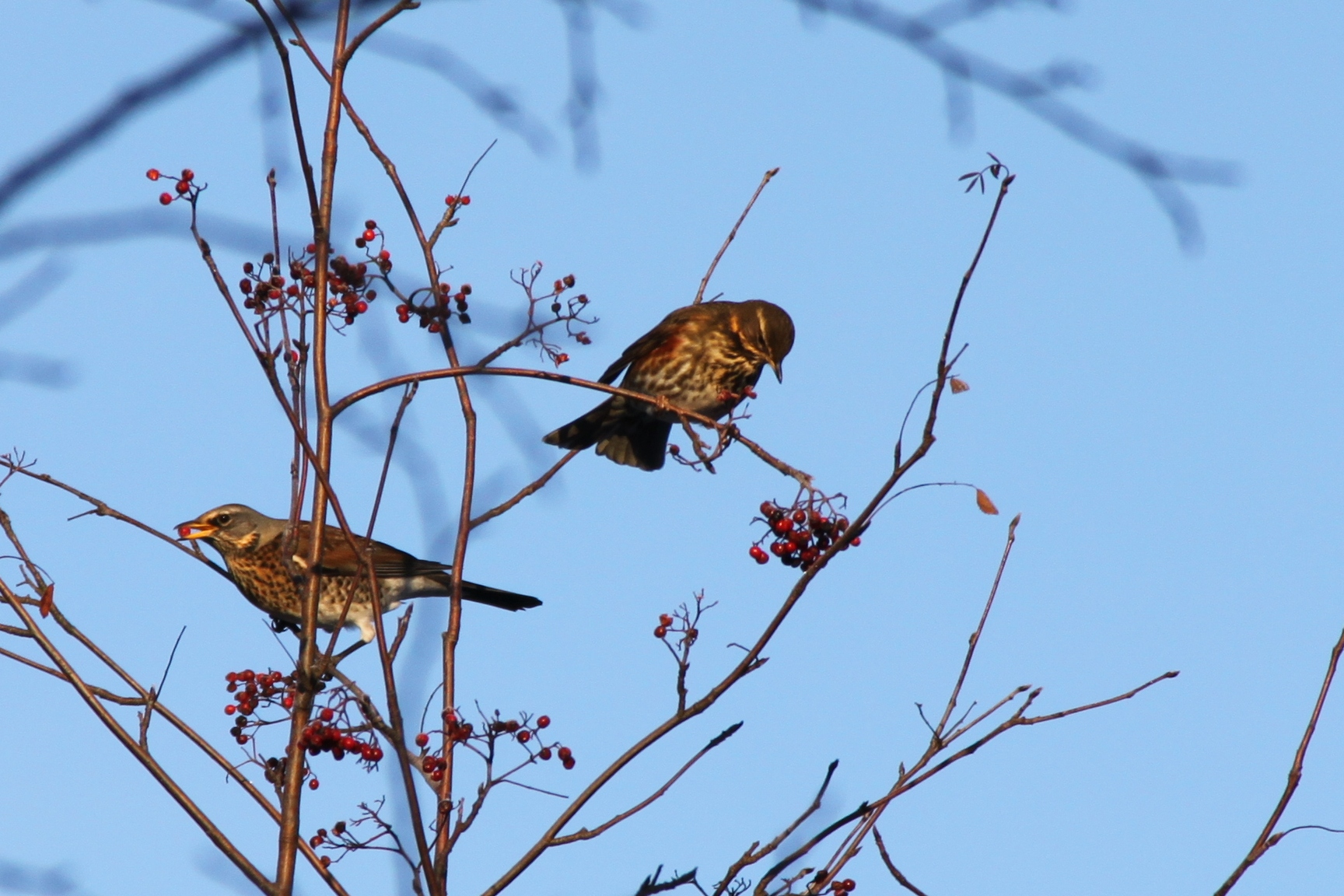
正在覓食的白眉歌鶇。

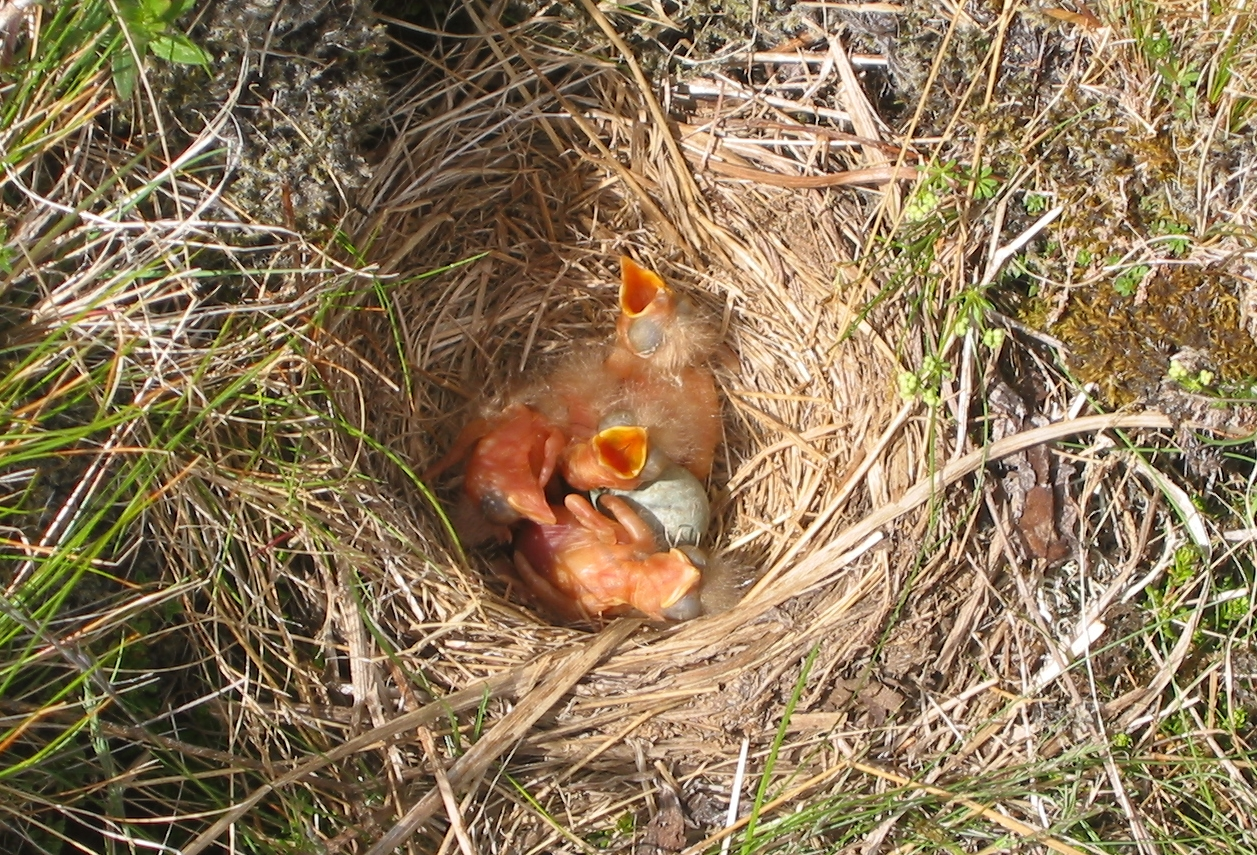
白眉歌鶇的鳥巢一般是築在地上的。

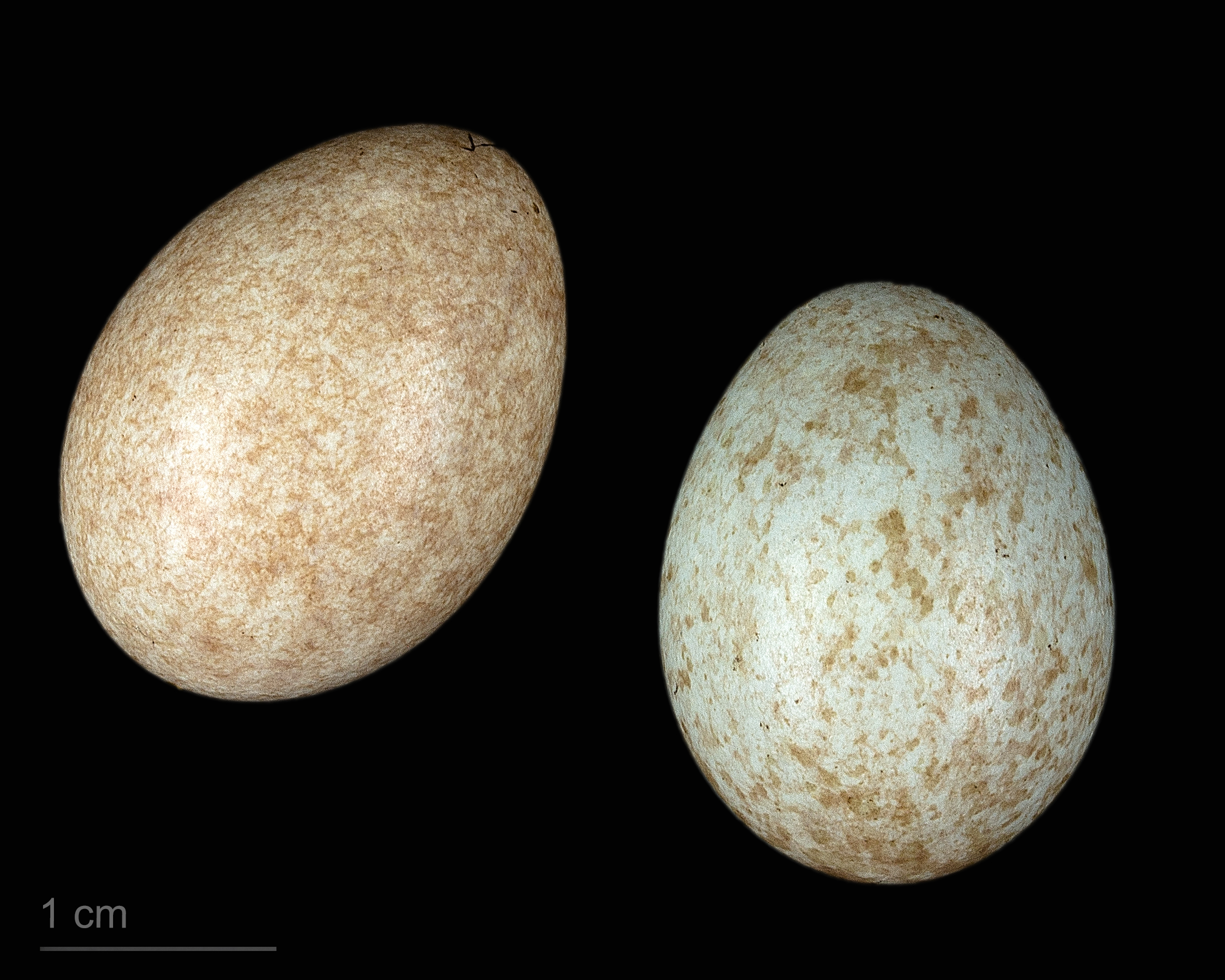
卵 Turdus iliacus coburni

白眉歌鶇會組成10-200隻的鳥群，並會與田鶇、烏鶇、歐洲八哥、槲鶇、歐歌鶇及環頸鶇一同覓食。白眉歌鶇一般也不會回到相同的過冬位點。

### 繁殖
白眉歌鶇棲息在凍土層的針葉林及樺木屬森林。它們會在叢林或在地上築巢，每次生4-6顆蛋。鳥蛋一般大2.6 x 1.9厘米及重4.6克，當中蛋殼佔了5%，一般會在12-13日孵化。雛鳥於出生後的12-15日換羽，再過14天幼鳥就會獨立。
研究發現白眉歌鶇帶有血液變形蟲及錐蟲。

### 覓食
白眉歌鶇是雜食性的，吃多種昆蟲及蚯蚓，在秋天及冬天會吃草莓，如歐洲花楸及單子山楂。

## 保育狀況
白眉歌鶇的分佈地很廣，達1100萬平方公里，加上群落很大，單在歐洲數量就達310-420萬隻，所以它們被世界自然保護聯盟列為無危。嚴冬會影響它們的數量，而寒冷及潮濕的夏天則會減低其繁殖率。

## 外部連結
- Laboratorio Virtual Ibercaja